# Jake Gleeson
Jacob Christopher "Jake" Gleeson (Manawatu-Wanganui, 26 de junho de 1990) é um futebolista profissional neozelandês que atua como goleiro, atualmente defende o Portland Timbers.

## Carreira
Jake Gleeson fez parte do elenco da Seleção Neozelandesa de Futebol nas Olimpíadas de 2012.